# Segart (kommun)
Segart är en kommun i Spanien.   Den ligger i provinsen Província de València och regionen Valencia, i den östra delen av landet, 300 km öster om huvudstaden Madrid. Antalet invånare är 188. Arean är 6,2 kvadratkilometer. Segart gränsar till Albalat dels Tarongers, Estivella, Náquera och Serra. 
Terrängen i Segart är huvudsakligen kuperad, men åt sydost är den platt.